# Fred Krohn
Fred Krohn (* 21. März 1961) ist ein ehemaliger deutscher Fußballspieler. In der höchsten Spielklasse des DDR-Fußballs, der Oberliga, spielte er für die BSG Stahl Brandenburg.

## Sportliche Laufbahn
Krohn spielte erstmals im DDR-weiten Fußball, nachdem er 1983 mit der Betriebssportgemeinschaft (BSG) Motor Stralsund aus der Bezirksliga Rostock in die zweitklassige Liga aufgestiegen war.
Nachdem die Stralsunder nach einem Jahr wieder absteigen mussten, wechselte der 1,86 Meter große Krohn im Sommer 1984 zum Oberligaaufsteiger BSG Stahl Brandenburg, wo er als Mittelfeldspieler vorgesehen war. Er wurde jedoch erst in der Rückrunde der Erstligasaison 1984/85 eingesetzt. Am 16. Spieltag kam er in der Begegnung zwischen dem F.C. Hansa Rostock und den Brandenburgern (2:1) in der 57. Minute in die Mannschaft. Danach wurde er nur noch einmal am 19. Spieltag aufgeboten, er stand zunächst in der Startelf, spielte aber als Innenverteidiger nur 70 Minuten lang.
Zur Saison 1985/86 schloss sich Krohn der BSG KKW Greifswald an, die zuvor in die DDR-Liga aufgestiegen war. In Greifswald blieb er für drei Spielzeiten, in denen er von den ausgetragenen 102 Punktspielen 83 Begegnungen bestritt und dabei acht Tore erzielte. Im Sommer 1988 wechselte Krohn zum Ligakonkurrenten BSG Motor Ludwigsfelde. Nachdem er in der Saison 1988/89 mit 32 Punktspieleinsätzen (3 Tore) noch Stammspieler gewesen war, verließ Krohn noch während der Hinrunde der Spielzeit 1989/90 die BSG Motor und spielte bereits im Dezember 1989 für die ebenfalls in der DDR-Liga spielende BSG Stahl Hennigsdorf. Im Juli 1990 wurde Krohn von dem neu gegründeten Verein FC Stahl Hennigsdorf übernommen und spielte für diesen noch bis zum Ende der Saison 1990/91 in der zweitklassigen NOFV-Liga.